# Mistrzostwa Świata w Kolarstwie Torowym 1983
80. Mistrzostwa Świata w Kolarstwie Torowym odbyły się w dniach 23–28 sierpnia 1983 w szwajcarskim Zurychu. W programie mistrzostw znalazło się czternaście konkurencji: sprint i wyścig na dochodzenie dla kobiet, a dla mężczyzn: sprint, wyścig na dochodzenie, wyścig ze startu zatrzymanego zarówno dla zawodowców, jak i amatorów, wyścig drużynowy na dochodzenie zawodowców, wyścig tandemów, wyścig na 1000 m, wyścig punktowy amatorów, keirin oraz derny.

## Medaliści

### Kobiety
| Konkurencja                         | Złoto             | Srebro             | Brąz              |
| ----------------------------------- | ----------------- | ------------------ | ----------------- |
| 3000 m indywidualnie na dochodzenie | Connie Carpenter  | Cynthia Olavarri   | Jeannie Longo     |
| sprint indywidualny                 | Connie Paraskevin | Claudia Lommatzsch | Isabelle Nicoloso |

### Mężczyźni
| Konkurencja                              | Złoto                                                                  | Srebro                                                                | Brąz                                                                         |
| ---------------------------------------- | ---------------------------------------------------------------------- | --------------------------------------------------------------------- | ---------------------------------------------------------------------------- |
| wyścig punktowy zawodowców               | Urs Freuler                                                            | Guido Bontempi                                                        | Gary Sutton                                                                  |
| wyścig punktowy amatorów                 | Michael Markussen                                                      | Hans-Joachim Pohl                                                     | Iwan Romanow                                                                 |
| wyścig ze startu zatrzymanego zawodowców | Bruno Vicino                                                           | René Kos                                                              | Martin Havik                                                                 |
| wyścig ze startu zatrzymanego amatorów   | Rainer Podlesch                                                        | Mattheus Pronk                                                        | Walter Baumgartner                                                           |
| indywidualnie na dochodzenie zawodowców  | Steele Bishop                                                          | Robert Dill-Bundi                                                     | Hans-Henrik Ørsted                                                           |
| indywidualnie na dochodzenie amatorów    | Wiktor Kupowiec                                                        | Bernd Dittert                                                         | Dainis Liepiņš                                                               |
| keirin                                   | Urs Freuler                                                            | Danny Clark                                                           | Gilbert Hatton                                                               |
| 1 km ze startu zatrzymanego              | Siergiej Kopyłow                                                       | Gerhard Scheller                                                      | Lothar Thoms                                                                 |
| drużynowo na dochodzenie                 | RFN · Roland Günther · Gerhard Strittmatter · Rolf Gölz · Michael Marx | NRD · Carsten Wolf · Mario Hernig · Bernd Dittert · Hans-Joachim Pohl | Czechosłowacja · Pavel Soukup · Aleš Trčka · František Raboň · Robert Štěrba |
| tandemy                                  | Francja · Philippe Vernet · Franck Depine                              | Czechosłowacja · Ivan Kučírek · Pavel Martínek                        | DSQ                                                                          |
| sprint indywidualny zawodowców           | Kōichi Nakano                                                          | Yavé Cahard                                                           | Ottavio Dazzan                                                               |
| sprint indywidualny amatorów             | Lutz Hesslich                                                          | Siergiej Kopyłow                                                      | Michael Hübner                                                               |
| Derny                                    | Gert Frank                                                             | René Kos                                                              | Martin Havik                                                                 |

## Klasyfikacja medalowa
| Miejsce | Państwo           |   |   |   | Razem |
| ------- | ----------------- | - | - | - | ----- |
| 1.      | RFN               | 2 | 2 | 0 | 4     |
| 2.      | ZSRR              | 2 | 1 | 2 | 5     |
| 3.      | Stany Zjednoczone | 2 | 1 | 1 | 4     |
|         | Szwajcaria        | 2 | 1 | 1 | 4     |
| 5.      | Dania             | 2 | 0 | 1 | 3     |
| 6.      | NRD               | 1 | 3 | 2 | 6     |
| 7.      | Francja           | 1 | 1 | 2 | 4     |
| 8.      | Australia         | 1 | 1 | 1 | 3     |
|         | Włochy            | 1 | 1 | 1 | 3     |
| 10.     | Japonia           | 1 | 0 | 0 | 1     |
| 11.     | Holandia          | 0 | 3 | 2 | 5     |
| 12.     | Czechosłowacja    | 0 | 1 | 1 | 2     |